# Ula shiitakea
Ula shiitakea är en tvåvingeart som beskrevs av Nobuchi 1954. Ula shiitakea ingår i släktet Ula och familjen hårögonharkrankar. Inga underarter finns listade i Catalogue of Life.